# Kreuzigungsgruppe Henger Herrjotts Fott

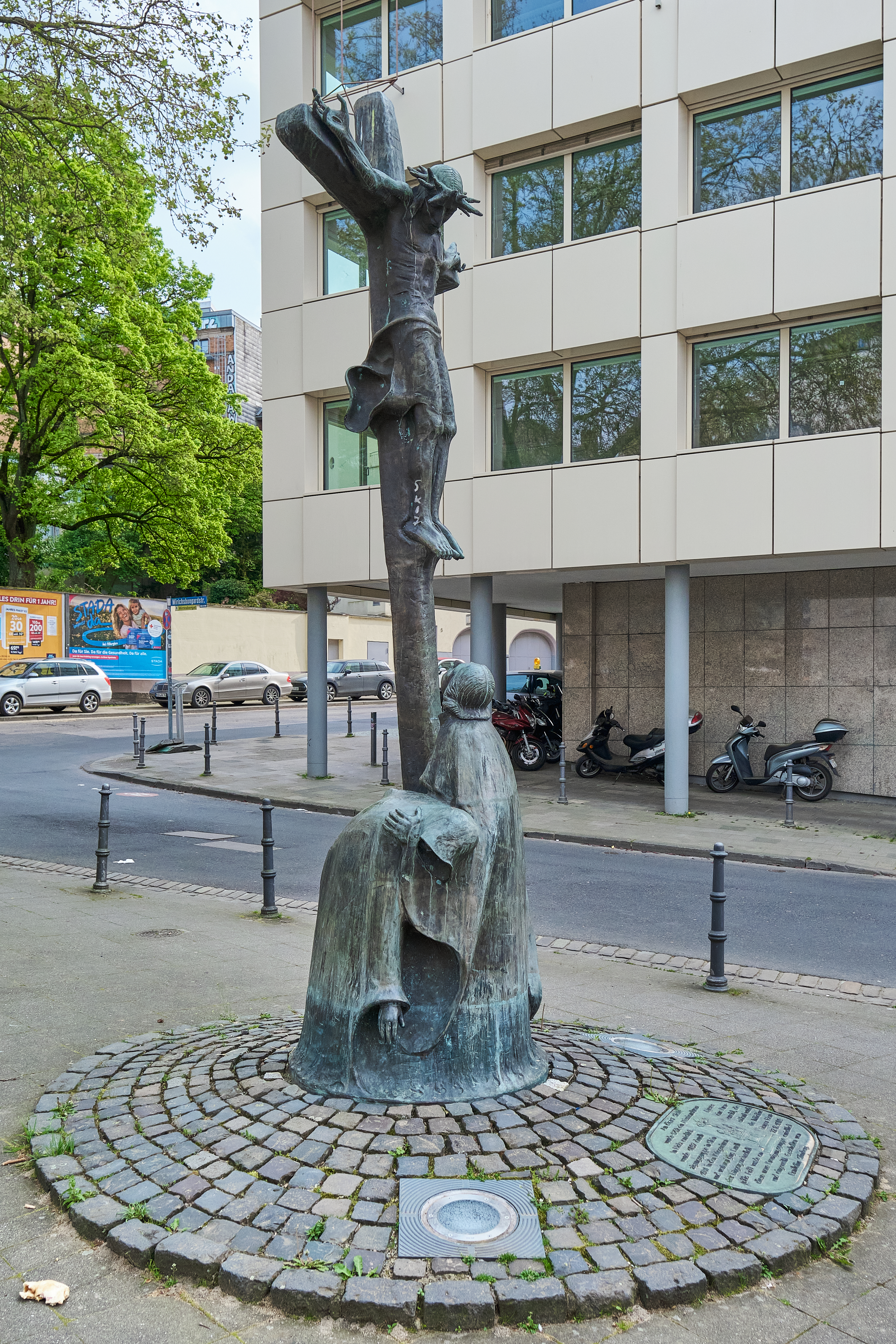
Kreuzigungsgruppe Henger Herrjotts Fott

Die Kreuzigungsgruppe Henger Herrjotts Fott (Hinter Herrgotts Gesäß), eigentlich Osen Herrjotts Hazz (unseres Herrgotts Herz), ist eine Bronzeskulptur von Bonifatius Stirnberg. Sie wurde am 27. August 1989 in Aachen als Ersatz für eine steinerne Kreuzigungsgruppe aufgestellt, die 1941 in den Wirren des Zweiten Weltkrieges abhandengekommen war. Ihr Standort ist auf einem Platz zwischen Wirichsbongardstraße und Schildstraße, der 2003 in Anspielung auf das umliegende gleichnamige Stadtviertel die offizielle Postadresse „Henger Herrjotts Fott“ erhielt.

## Geschichte
1792, als Aachen noch Freie Reichsstadt war, wurde auf dem heutigen Platz ein hölzernes Missionskreuz aufgestellt, dessen Vorderseite zum Stadtzentrum gerichtet war. Um diese Zeit etablierte sich für dieses Viertel zwischen Elisenbrunnen, Theaterstraße sowie der Rückseite des Kaufhofgeländes und dem Haus der Erholungs-Gesellschaft Aachen 1837 die in Öcher Platt formulierte Bezeichnung „Henger Herjotts Fott“, weil sich in dem Ortsbereich vor diesem Kreuz die „feine Gesellschaft“ Aachens zur Kur und zum Spiel traf und sich dahinter ein Wohnumfeld der einfachen und sozial benachteiligten Bevölkerung erstreckte. 1897 wurde das alte Holzkreuz durch eine aus Stein gefertigte Kreuzigungsgruppe ersetzt. Diese wurde im Jahr 1941 aus ungeklärten Gründen entfernt.
Erst als sich 1986 eine örtliche Bürgergemeinschaft zum Verein „Henger Herrjotts Fott e. V.“ zusammenschloss und Spenden sammelte, konnte drei Jahre später eine neue Skulptur aufgestellt werden, die von dem bekannten Aachener Bildhauer Bonifatius Stirnberg angefertigt wurde. Dieser nannte seine Skulptur „Osen Herjotts Hazz“, was bedeutet, dass der Herrgott ein Herz für das arme Viertel habe. Im Volksmund setzte sich aber die Bezeichnung „Kreuzigungsgruppe Henger Herjotts Fott“ durch. Rund um diese Kreuzigungsskulptur wird seit 1986 jährlich ein dreitägiges Straßenfest veranstaltet, das die Erinnerung an die Geschichte der Kreuzigungsgruppe und der Bürgerinitiative wach halten soll. Zudem wurde eine einseitige Bronzeplakette kreiert, auf der mittig die heutige Kreuzigungsgruppe mit der Jahreszahl 1989 abgebildet ist. Umlaufend wurde dort der Schriftzug: Bürgergemeinschaft „Henger Herjotts Fott e. V. 1986 Aachen“ und unter dem Skulpturmotiv „Osen Herjotts Hazz“ eingraviert.

## Skulptur
Die eigentliche Skulptur ist ganz aus Bronze gefertigt und besteht aus einem vier Meter hohen Kreuz, an dem eine lebensgroße Christusfigur mit einer großen Dornenkrone angebracht ist. Am Fuß des Kreuzes kauert eine alte Frau mit einem weiten Gewand, die ehrfurchtsvoll zu der Christusfigur aufblickt. Vor ihren Füßen kniet eine weitere ältere Frau mit weitem Kapuzenmantel, die ihren Oberkörper in den Schoß der hockenden Frau gelegt hat und deren Gesicht unter der herabhängenden Kapuze nicht zu erkennen ist. Ihr rechter Arm hängt schlaff herunter und sie macht insgesamt einen deprimierten, erschöpften Eindruck. Die gesamte Gruppe ist im Bodenbereich ringförmig mit einem Kreis aus Kopfsteinpflaster eingefasst, in dem Beleuchtungskörper und eine ovale Bronzetafel eingelassen sind. Auf dieser ist mittig die steinerne Kreuzigungsgruppe von 1897 abgebildet und seitlich die Inschrift eingraviert:
„An dieser Stelle wurde 1792 ein Missionskreuz In Holz errichtet. Dieses wurde 1897 durch eine Kreuzigungsgruppe in Stein ersetzt, die 1941 in den Kriegswirren entfernt wurde und verloren ging. Durch die Initiative der Bürgergemeinschaft Henger Herrjotts Fott wurde am 27. 8. 1989 diese neue Kreuzigungsgruppe errichtet und eingeweiht. Geschaffen von Bonifatius Stirnberg.“

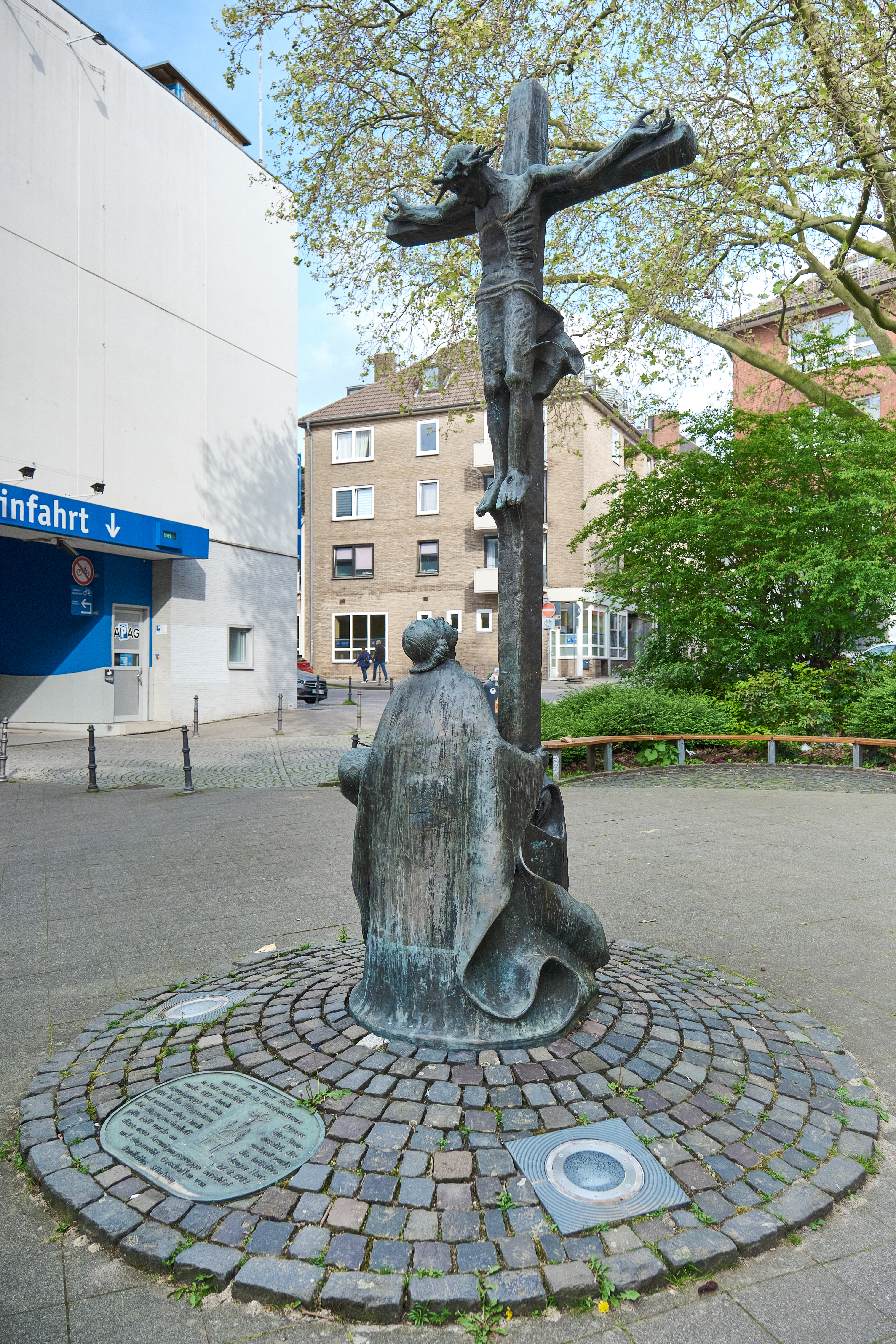
Ansicht rechte Seite
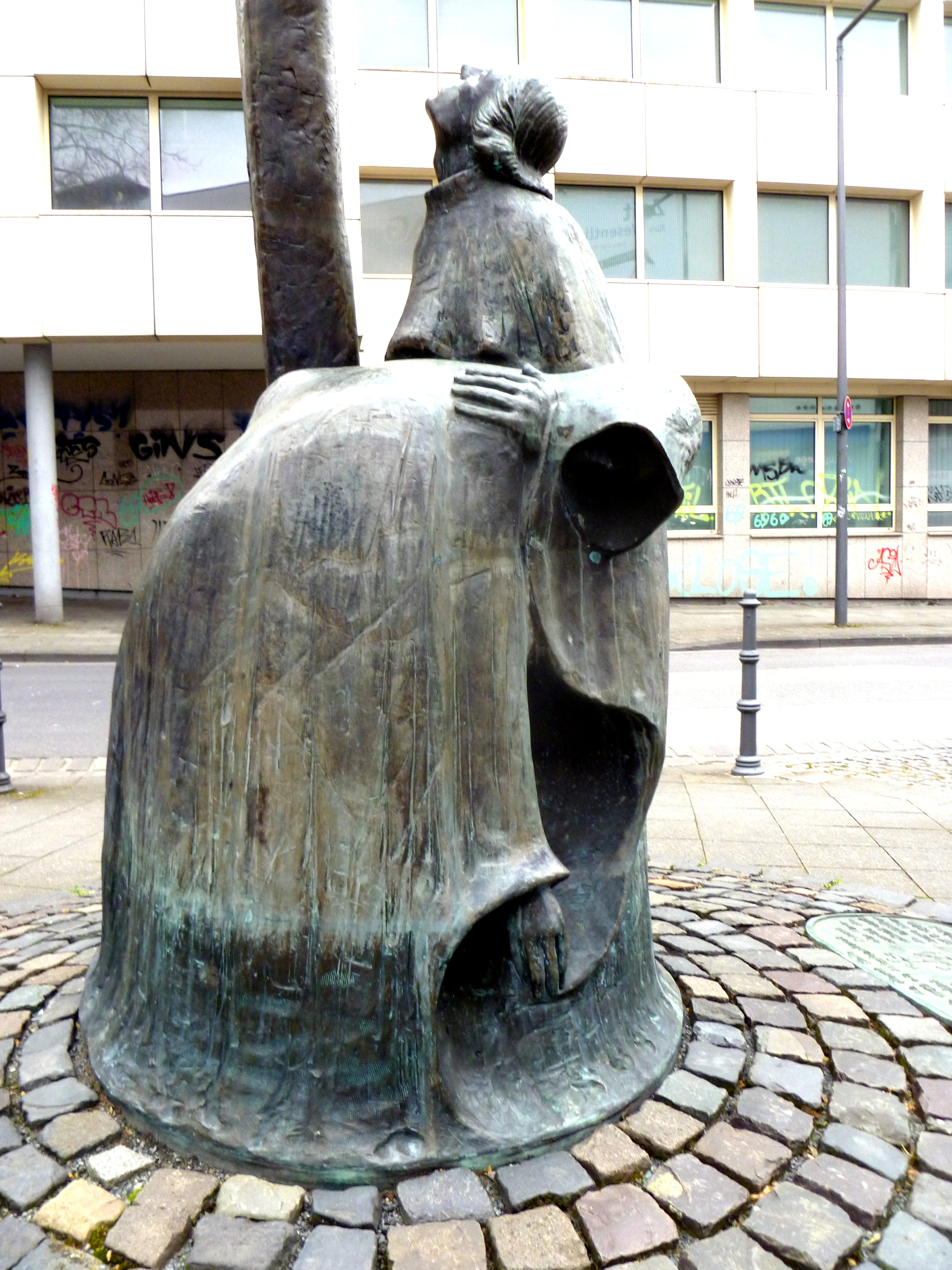
Detailansicht
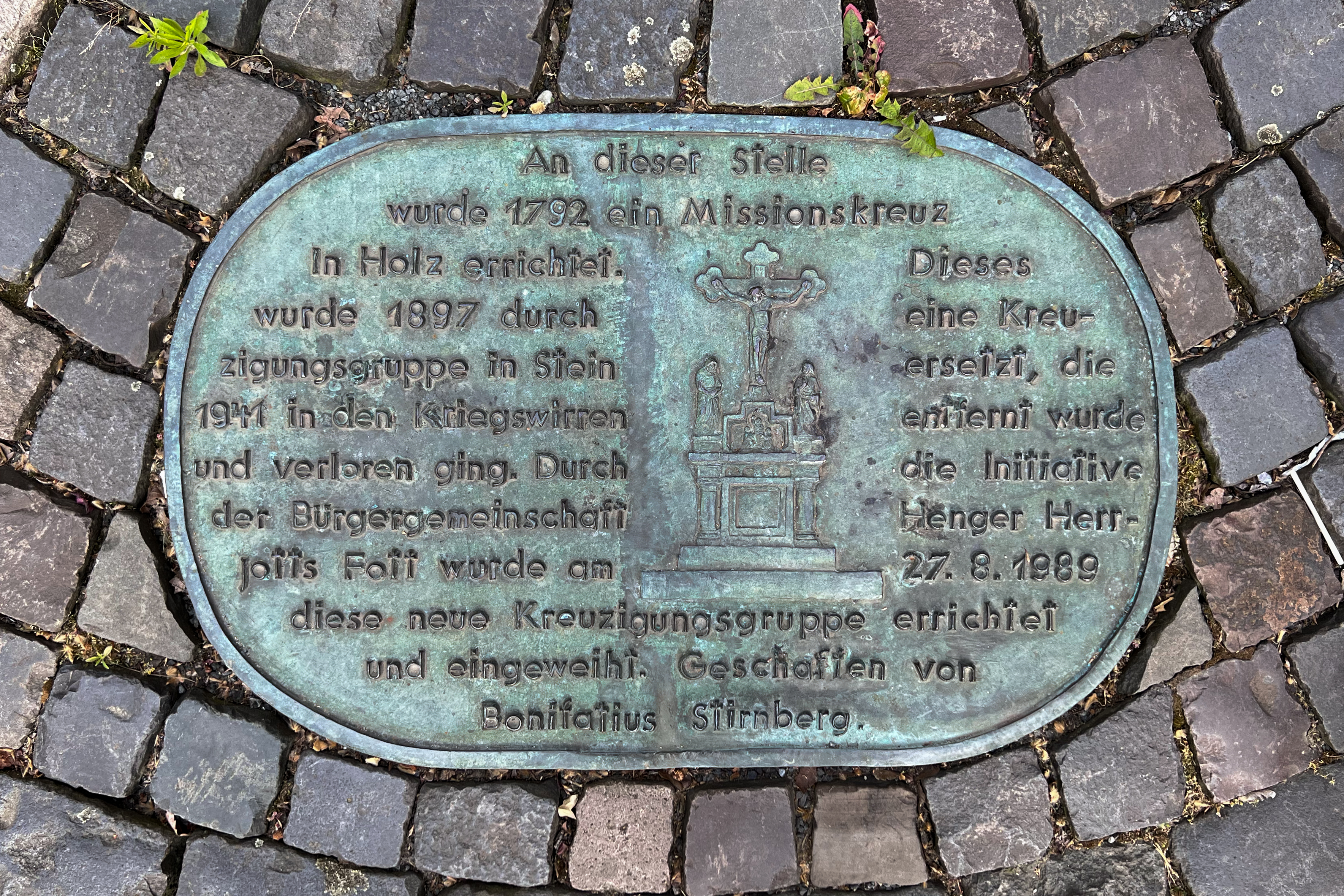
Infotafel
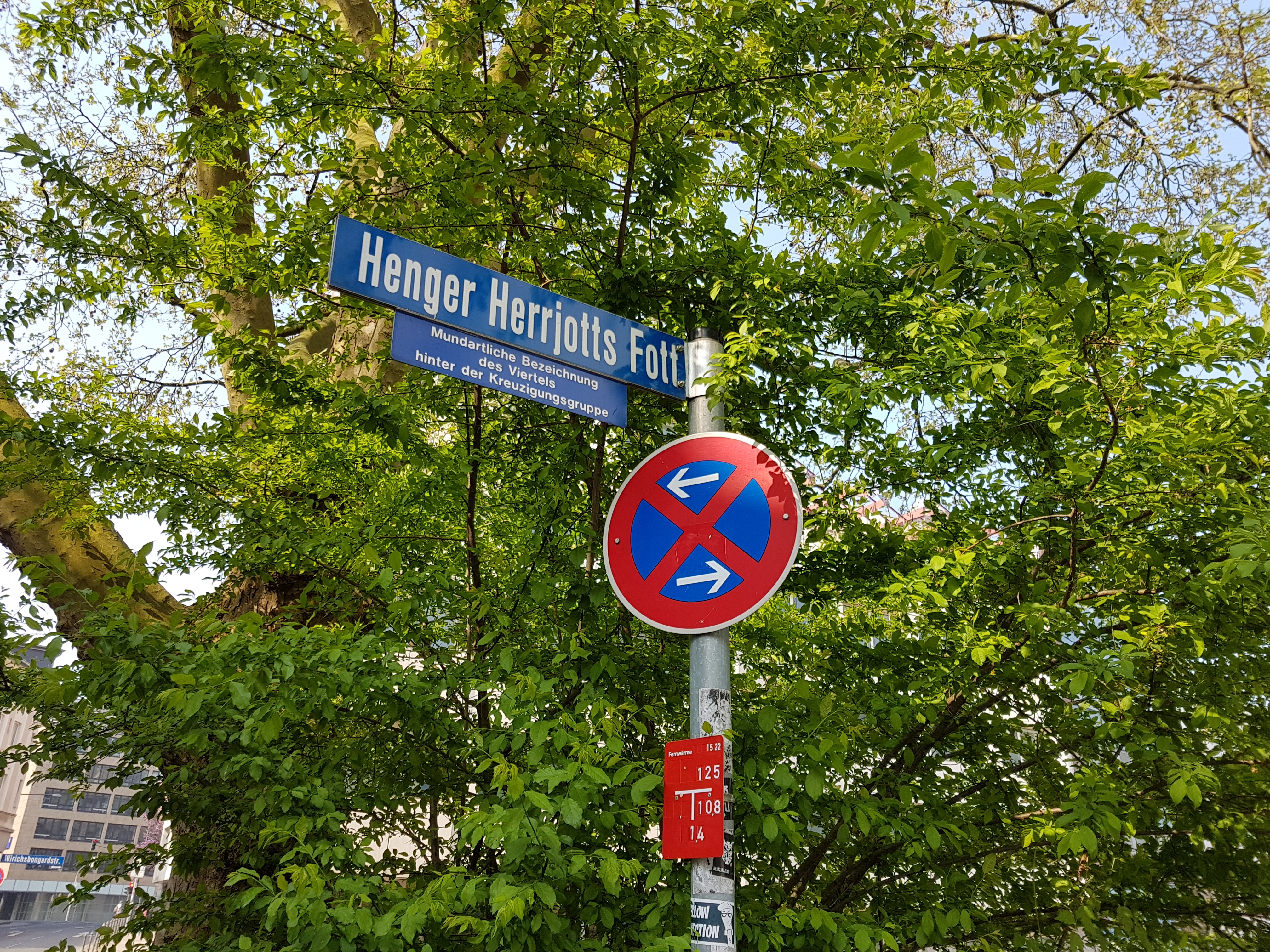
Straßenschild mit Bezeichnung